# Рипе (Аскона)
Рипе (итал. Ripe) насеље је у Италији у округу Анкона, региону Марке.
Према процени из 2011. у насељу је живело 1304 становника. Насеље се налази на надморској висини од 137 м.

## Становништво
| 1936. | 1951. | 1961. | 1971. | 1981. | 1991. | 2001. | 2011. |
| ----- | ----- | ----- | ----- | ----- | ----- | ----- | ----- |
| 2.878 | 2.954 | 2.696 | 2.531 | 2.781 | 3.066 | 3.575 | 4.401 |